# Meryal
Meryal est un parc aquatique situé à Lusail, au Qatar.

## Histoire
Le parc aquatique ouvre le 29 novembre 2023.
Les toboggans aquatiques proviennent du fabricant WhiteWater West (en). Il y a notamment une tour à toboggans, RIG 1938, haute de 85 mètres, sur une presqu'île, et un SlideWheel. La tour à toboggan possède selon le Livre Guinness des records le record de la plus haute tour du monde, et de celle comportant le plus grand nombre de toboggans, elle en compte douze. Trente-six toboggans sont dénombrés dans le parc.
Des montagnes russes tournoyantes nommées Alghazal sont construites par Intamin. Le tracé est long de 751 mètres, pour une hauteur de 23 mètres et une vitesse maximale de 72 km/h.